# جیمی کرابتری (بازیکن فوتبال، زاده ۱۸۹۵)
جیمی کرابتری (انگلیسی: Jimmy Crabtree؛ 15 february 1895 – ۴ دسامبر ۱۹۶۵) بازیکن فوتبال بود.
وی همچنین برندهٔ جوایزی همچون صلیب نظامی شده‌است.
از باشگاه‌هایی که در آن بازی کرده‌است می‌توان به باشگاه فوتبال بلکبرن روورز اشاره کرد.
وی همچنین در تیم ملی فوتبال آماتورهای انگلستان بازی کرده‌است.